# Mi mayor sacrificio
«Mi mayor sacrificio» es una canción balada compuesta e interpretada por el cantautor mexicano Marco Antonio Solís y producida por Solís, para su quinto álbum de estudio como solista Razón de sobra (2004).

## Antecedentes y significado
La canción fue lanzada como el sencillo principal del disco por la discográfica Fonovisa y se convirtió en otro gran éxito más del cantautor en México.
La canción habla e invita una reflexión sobre las decisiones difíciles que a veces deben tomarse en las relaciones y el dolor que estas pueden causar, tanto a uno mismo como a la persona amada.

## Posicionamiento en listas
| Lista (2004)                     | Máxima posición |
| -------------------------------- | --------------- |
| Argentina Top 100 Singles Chart  | 92              |
| U.S. Billboard Hot Latin Songs   | 3               |
| U.S. Billboard Latin Airplay     | 3               |
| U.S. Billboard Latin Pop Airplay | 8               |
| México Top 100                   | 81              |
| World Latin Top 30 Singles       | 45              |